# Pogoda
Pogóda je bil po Janu Długoszu poganski bog poljskih Slovanov, ki ga je  Długosz označil za »prinašalca ugodnega ozračja« (bonae aurae largitor) in ga istovetil s Temperijo (deo Temperies). Morda gre za božanstvo »ugodnega vetra«. Nekateri domnevajo, da lahko uporabljamo tudi ime Pogada Z imenom Pogode oziroma Pogade so verjetno povezani slovanski izrazi kot so ruski gód (»čas«) in poljski  Pogóda (»ugodno vreme«). Urbańczyk domneva, da je potrebno ime Pogoda brati kot poljsko Pogodę. Božanstvo ima morda določene povezave tudi s polabsko Podago, čeprav je ime slednjega božanstva mogoče izvajati tudi iz imena boga Da(ž)boga.